# Shell Kepler
Shell Kepler (* 5. Oktober 1958 in Painesville, Lake County, Ohio; † 1. Februar 2008 in Portland, Oregon) war eine US-amerikanische Sängerin und Schauspielerin.

## Leben

### Karriere
Shell Kepler wollte bereits als Zweijährige Schauspielerin werden, nachdem sie den Film Der Zauberer von Oz gesehen hatte; im Alter von neun Jahren stand sie zum ersten Mal auf einer Theaterbühne.
Nachdem sie die Highschool beendet hatte, ging sie mit ihrer Familie nach Los Angeles. Ihre erste Rolle spielte sie als Gaststar in der Fernsehserie CHiPs. Doch bekannt wurde sie erst ein Jahr später, 1979, als sie in der Soap General Hospital einstieg. Dort spielte sie bis 2002 die Rolle der Krankenschwester Amy Vining.
In den frühen 1980er-Jahren sang sie in der Band „Shell & The Crush“.

### Privat
Nach ihrer Schauspielkarriere setzte Kepler sich für wohltätige Zwecke ein.
Ihre Mutter starb, als sie 14 Jahre alt war. Shell Kepler hatte einen Bruder namens Fred, der als Gitarrist und Leadsänger einer Rockband angehört.
Shell Kepler war von 1985 bis 1991 mit Kenny Ryback und von 1992 bis 2000 mit Robert DeSantis verheiratet.
Sie starb im Alter von 49 Jahren an Nierenversagen.

## Filmografie (Auswahl)
- 1978: CHiPs
- 1979: The Great American Girl Robbery
- 1979–2002: General Hospital (Fernsehserie)
- 1980: Getting Wasted
- 1981: Three’s Company
- 1982: Hausaufgaben (Homework)
- 1998–2000: Port Charles (Fernsehserie)